# Sena Tomita
Pour les articles homonymes, voir Tomita.
Sena Tomita (冨田 せな, Tomita Sena), née le 5 octobre 1999 à Myōkō, est une snowboardeuse japonaise.

## Carrière
Elle fait partie de l'équipe olympique japonaise pour l'épreuve de Half-pipe lors des jeux olympiques d'hiver de 2018.
Elle remporte la médaille de bronze en half-pipe lors des Jeux olympiques d'hiver de 2022 à Pékin avec un score de 88,25 sur 100.

## Palmarès

### Jeux olympiques
| Épreuve / Édition   | Half-pipe |
| ------------------- | --------- |
| JO 2018 Pyeongchang | 8e        |
| JO 2022 Pékin       | Bronze    |

### Championnats du monde
| Épreuve / Édition   | Half-pipe |
| ------------------- | --------- |
| Mondiaux 2021 Aspen | 4e        |

### Coupe du monde
- Meilleur classement du half-pipe : 2e en 2022.
- 10 podiums dont 1 victoire.

#### Détails des victoires
| Épreuve / Édition | Halfpipe |
| ----------------- | -------- |
| 2024-2025         | Calgary  |